# ゲオルギオスの日

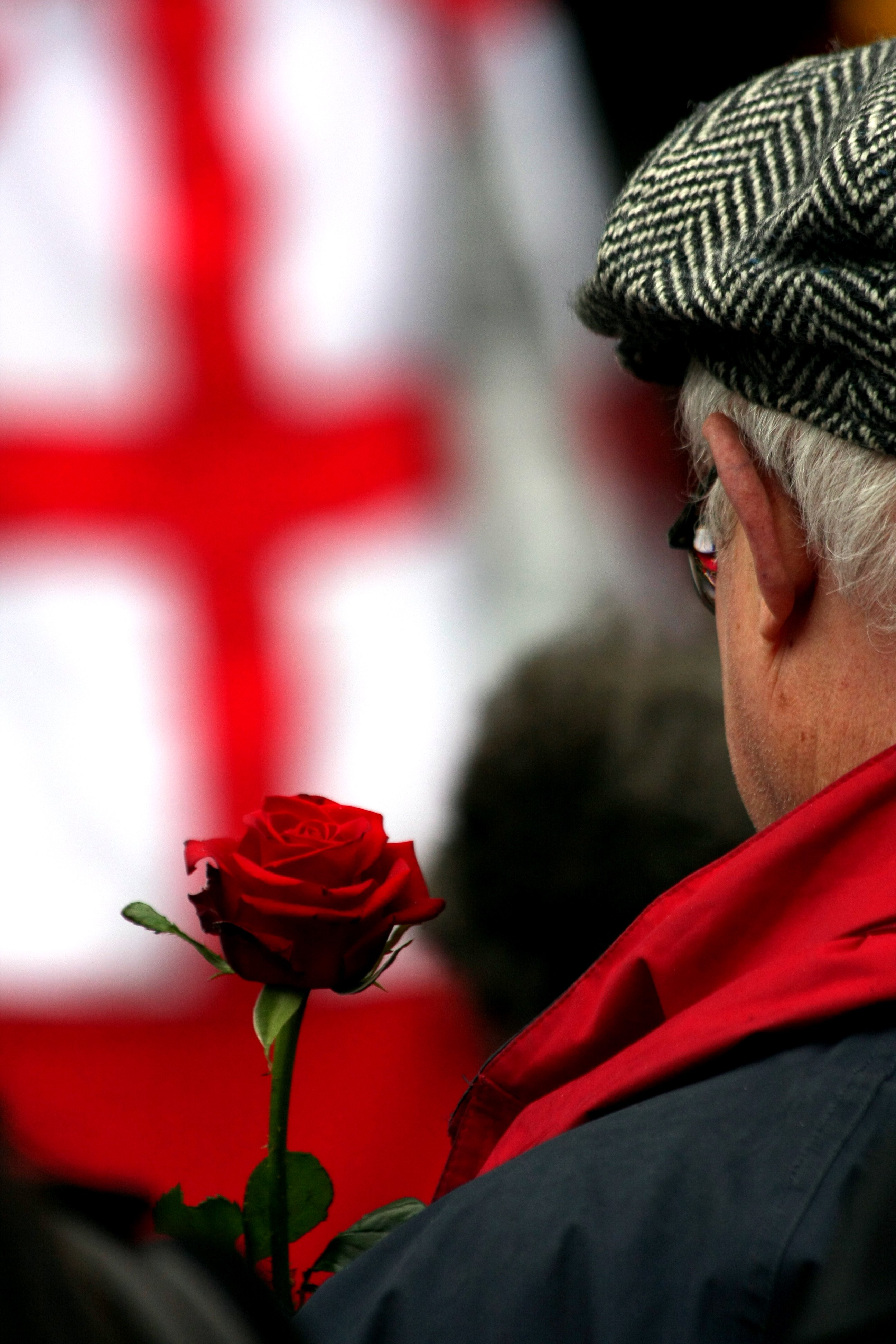
イングランドにおけるゲオルギオスの日（セント・ジョージの日）の一光景。白地に赤い十字（セント・ジョージ・クロス＝イングランド国旗）や赤いバラは、聖ゲオルギオスの象徴である。

ゲオルギオスの日（ゲオルギオスのひ）は、聖ゲオルギオスを記憶するキリスト教の聖名祝日。イギリスやスペインなどではゲオルギオスが殉教した命日とされる4月23日に祝われる。正教圏では5月6日（ユリウス暦4月23日）に加えて秋にも祝日がある地域もあり、グルジアでは11月23日、ロシアでは12月9日に、より大きく祝われる。このほか地域によって、また復活祭との関係によって、これ以外の日が祝日とされることもある。ブルガリア（5月6日）およびグルジア（11月23日）では、ゲオルギオスの日が公休日である。
「ゲオルギオス」に対する各言語の表記の違いにより、「聖ジョージの日」（英語）、「聖ゲオルギイの日」（教会スラブ語）、「聖ユーリーの日」（ロシア語）などとも呼ばれる。スペインのカタルーニャ地方では「サン・ジョルディの日」と呼ばれ、書籍を贈答する行事があるが、「本を贈る記念日」としての展開については別項を参照のこと。

## 聖ゲオルギオスとその記念日

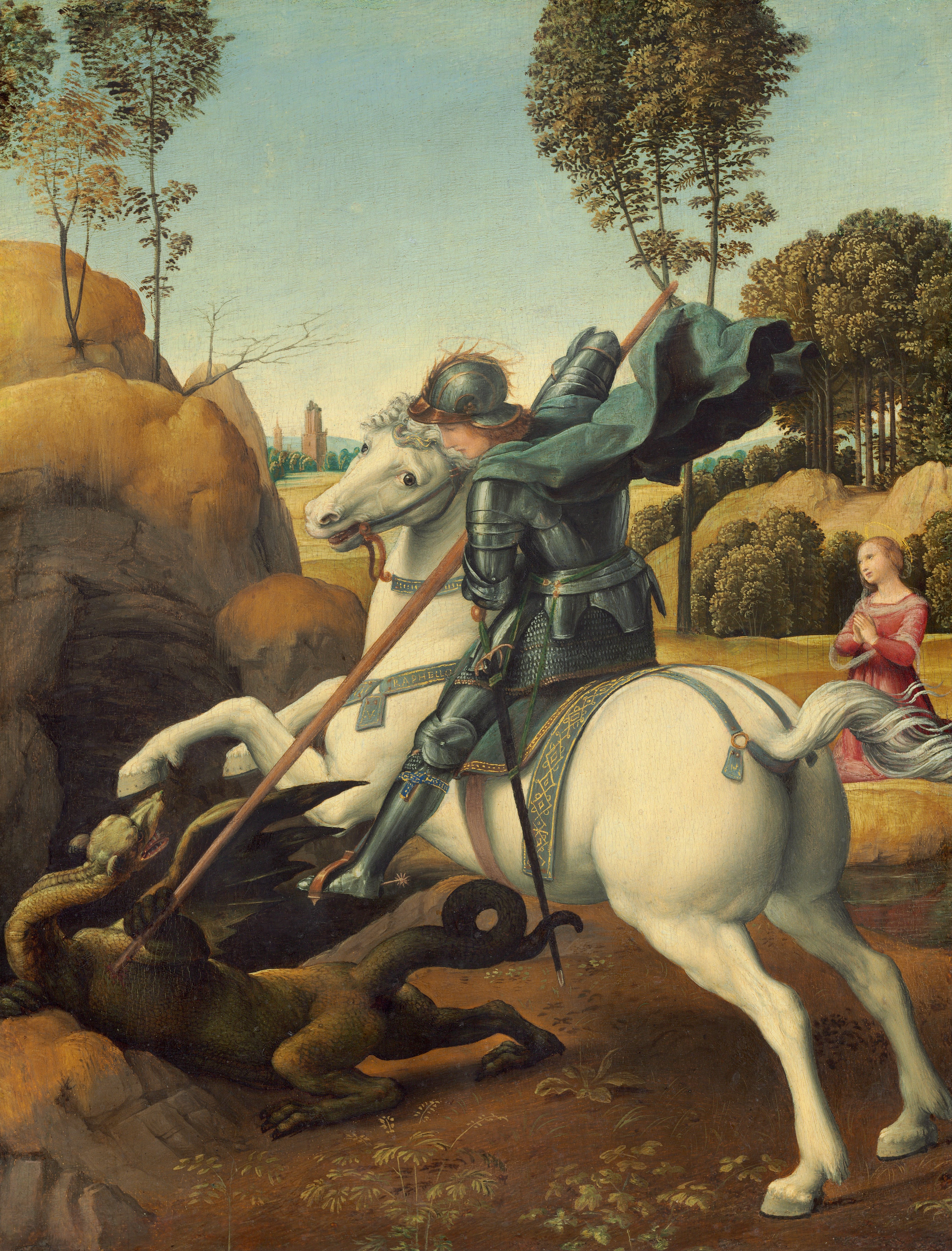
ラファエロが描く、聖ゲオルギオスのドラゴン退治

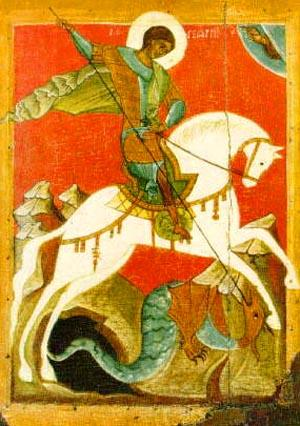
正教会のイコンに描かれた、聖ゲオルギイのドラゴン退治

### 聖ゲオルギオスについて
聖ゲオルギオス（日本のカトリック教会では聖ジェオルジオ、正教会では聖大致命者ゲオルギイ）は古代ローマ帝国の末期、303年4月23日に殉教したとされている聖人である。ゲオルギオスはローマの軍人であり、ドラゴン退治の伝承で知られている。
聖ゲオルギオスは、イングランド・グルジア・カタルーニャ・アラゴンといった国や地域、モスクワ（ロシア）などの都市、軍人・農民などの職業の守護聖人とされている。また、カトリック教会では救難聖人として崇敬されている。

### 記念日について

#### 「4月23日」の祝日
西ヨーロッパで優勢なカトリックやプロテスタントでは、教会暦にグレゴリオ暦を用いている。イギリスやスペインなどでは、聖ゲオルギオスの命日を記念し、グレゴリオ暦4月23日がその祝日となっている。ただし、チェコやハンガリーでは同地の守護聖人の祝日との重複を避けるため、聖ゲオルギオスの祝日を4月24日に移している。
正教会では教会暦にユリウス暦を用いており（正教会暦）、ユリウス暦4月23日を聖ゲオルギイの記念日とする。グレゴリオ暦に換算すると5月6日にあたる（この換算は1900年～2099年の期間について有効である。以下同様）。
「4月23日」のゲオルギオスの日は、広くユーラシア全体の民間暦においては農耕と牧畜の開始を告げる日として機能した（このことから、聖ゲオルギオスは春の豊穣を掌る存在としても表象された）。
なお、4月23日ないし5月6日という日付は、移動祝日である復活祭（正教会では復活大祭）と重なったり近接したりすることがある。復活祭はキリスト教で最も重要な祝日であり、この場合聖ゲオルギオスの日が復活祭の翌日（イースター・マンデー、光明週間月曜日）に移動する。

#### 正教圏における秋の祝日
正教会には、グレゴリオ暦5月6日（ユリウス暦4月23日）に加え、秋にも聖ゲオルギイの記念日を持つ教会がある。
ロシア正教会では、12月9日（ユリウス暦11月26日）もゲオルギオス（ゲオルギイ、あるいはユーリイ）の祝日である。また、グルジア正教会では11月23日（ユリウス暦11月10日）が祝日に加わっており、こちらの方が国民の祝日として大きく祝われる。

## カトリックやプロテスタントが優勢な国
カトリック（ローマ典礼）の聖人暦では、グレゴリオ暦4月23日に祝われる。トリエント・カレンダー (Tridentine Calendar) では"Semidouble"、ピウス12世のもとで1955年に制定された聖人暦 (General Roman Calendar of Pope Pius XII) では"Simple"、ヨハネ23世のもとで制定された聖人暦 (General Roman Calendar of 1962) では "Commemoration"、パウロ6世によって1969年に改訂施行された聖人暦では"Optional Memorial"（任意の記念日）というランク付けになっている。ただし、イングランドでは最高ランクの"Solemnity"（大祝日）、ギリシャやマルタでは"Memorial"（記念日）というより高いランクが適用されている。

### イングランド

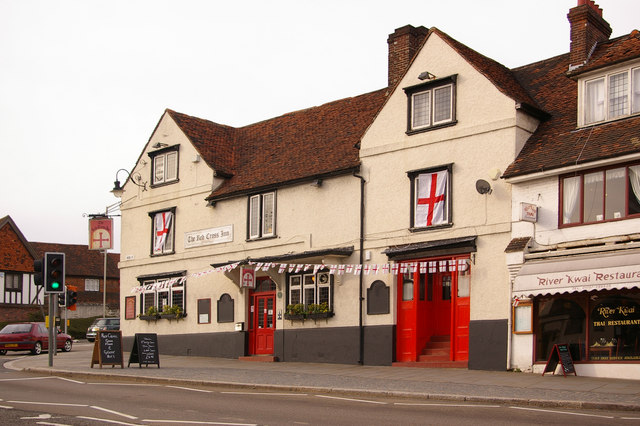
セント・ジョージ・クロスを飾り付けたパブ

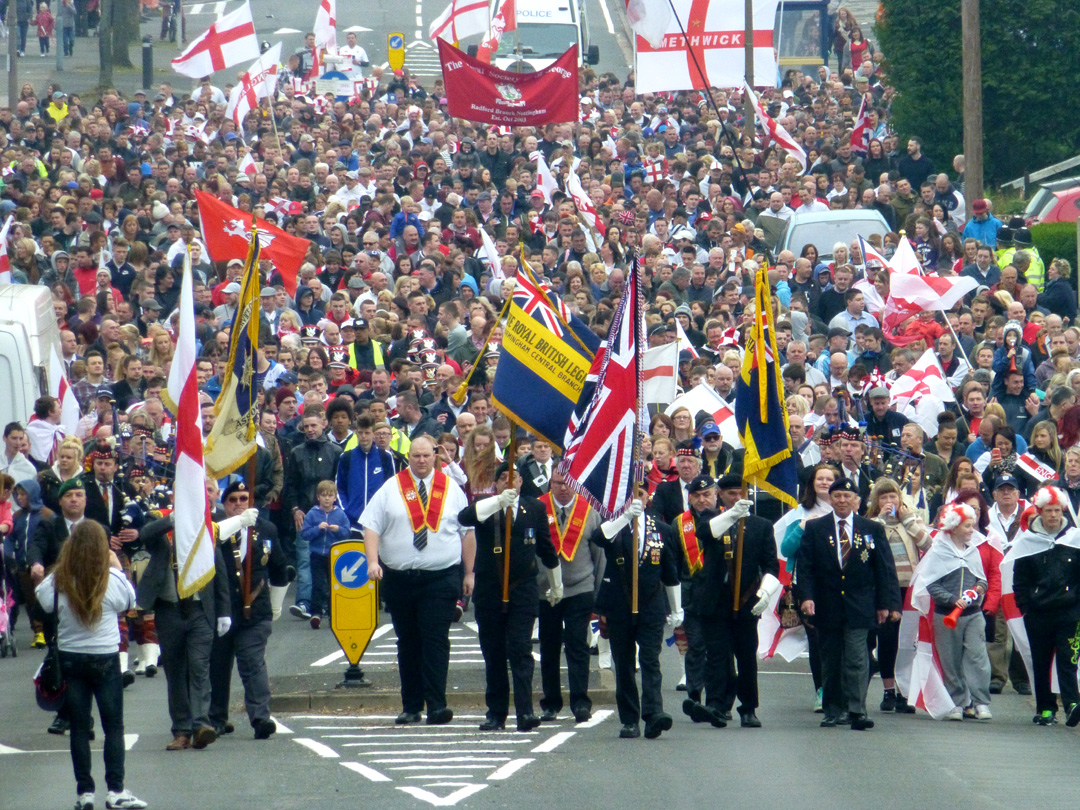
セント・ジョージの日のパレード（2014年）

イングランドは聖ゲオルギオス（聖ジョージ）を守護聖人としており、聖ゲオルギウス十字（セント・ジョージ・クロス）を国旗としている。イギリスでは「聖ジョージの日」（英語: St. George's Day）と呼ばれ、4月23日はイングランドの宗教的なナショナルデーだが、法定祝日ではない。
イングランドでは聖ジョージの日は15世紀初期からクリスマスに比肩する重要な祭日であったが、イングランドとスコットランドが連合した18世紀の終わりごろから衰退しはじめた。
ゲオルギオスの竜退治の、竜の血が赤いバラに変わったという伝説にちなみ、伝統的な慣わしとして聖ジョージの日には襟に赤いバラを差したが、ファッションの変化によりもはや廃れている。他の風習としてセント・ジョージ・クロスを掲げたり飾ったりするというものがあり、特にパブではセント・ジョージ・クロスを花輪で飾りつける。ただし現代では、セント・ジョージ・クロスはサッカー、クリケット、ラグビーといったスポーツや、イギリス国民党など最右翼の政党と関連が深く、これらの組織から離れた所ではそのような習慣はあまりみられなくなる。教会や寺院などで聖ジョージの日か最も近い日曜に聖歌「エルサレム」を歌う習慣もある。
近年、聖ジョージの日を盛り上げようという動きがあり、イングリッシュ・ヘリテッジや聖ジョージ王立協会（1894年に設立された英国の非政治団体）といった団体は祝祭行事を推進している。2006年にBBCラジオ3は聖ジョージの日を特集する番組を放送し、保守党議員のアンドリュー・ロウジンデルが庶民院に聖ジョージの日を公休日とする法案を提出した。2009年には、ロンドン市長ボリス・ジョンソンが先頭に立って聖ジョージの日を祝う運動を行った。
一方、聖ジョージはイングランドと直接の関わりがなく来歴が不明瞭な人物であることから、守護聖人を替えようという声も上がっている。しかしながら誰を彼の替わりとするかについて明確な合意は無く、エドマンド殉教王、聖カスバート、聖アルバンの名が挙がるに留まっている。BBCラジオ4による世論調査では聖アルバンが首位を占めた。

### カナダ
カナダでは4月23日に「聖ジョージの日」が祝われるが、公休日ではない。ニューファンドランド州では、4月23日に最も近い月曜日が「聖ジョージの日」として州の公休日に定められている。

### スペイン

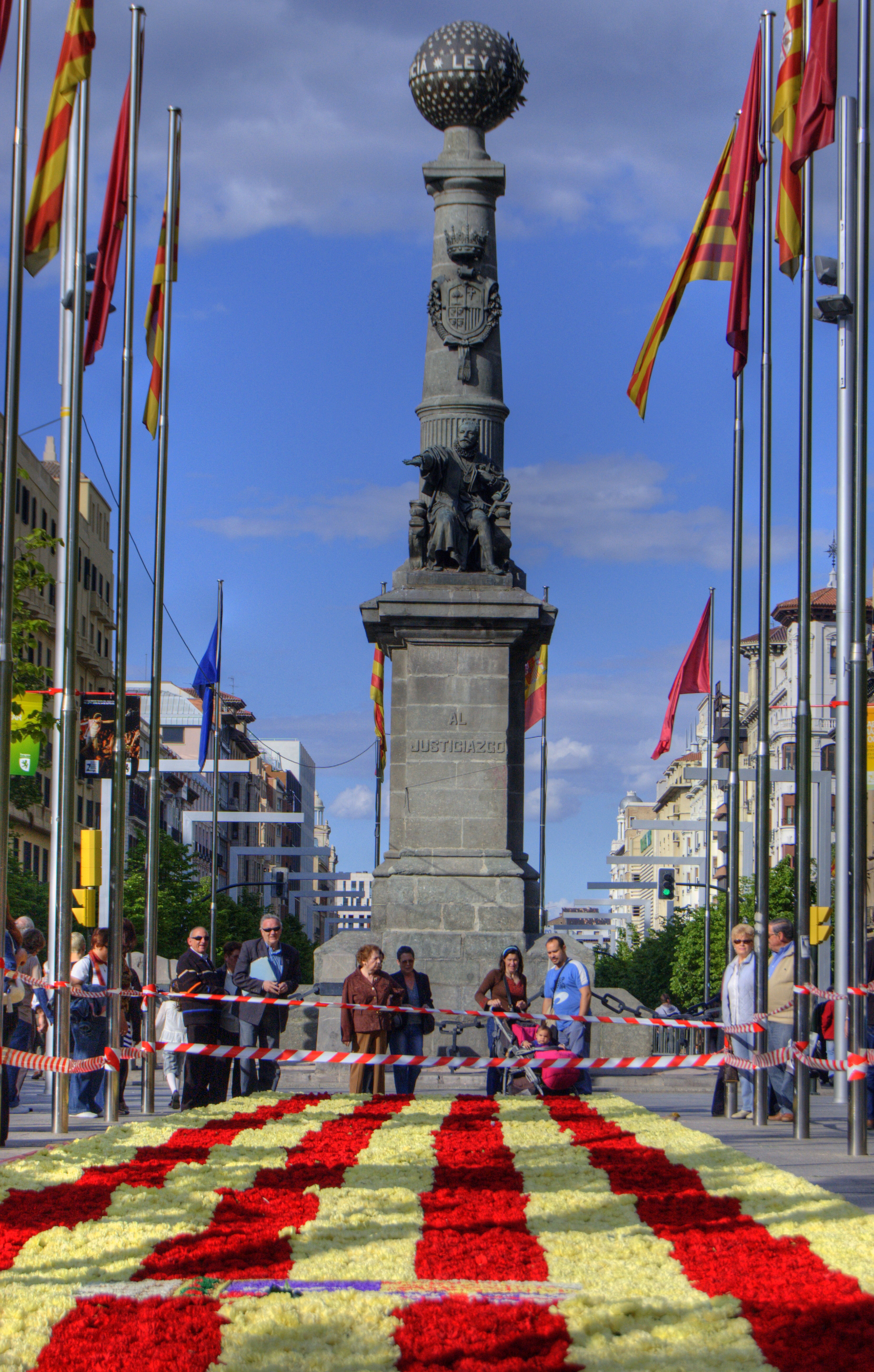
アラゴンの中心都市・サラゴサにおける「聖ホルヘの日」

聖ゲオルギオスは、スペイン語で「聖ホルヘ」（サン・ホルヘ、San Jorge）と呼ばれ、スペインのいくつかの地域と深く関連付けられている。また、いくつかの都市ではレコンキスタ中の出来事と関連付けられ、その守護聖人とされている。
レコンキスタ中の1096年、アラゴン王国のペドロ1世が、アルコラスの戦い (Battle of Alcoraz) において、聖ゲオルギオスの加護のもとで勝利を収めたとされて以来、聖ゲオルギオスはアラゴン王国の守護聖人とされた。アラゴン王国（現在のアラゴン州にあたる地域）およびアラゴンとの同君連合（アラゴン連合王国）を結んでいた地域（カタルーニャやバレンシアなど）では、聖ゲオルギオスは重要な聖人であり、特にアラゴンやカタルーニャでは聖ゲオルギオスの日が大きく祝われる。
聖ゲオルギオスの日は、かつてのアラゴン王国の領域以外でも祝われている。たとえばカセレス（エストレマドゥーラ州。1229年に聖ゲオルギオスを都市の守護聖人としている）における聖ゲオルギオスの日の祭では、ムーア人とキリスト教徒の戦いの再演も行われるが、行事の中心は姫を助けるためにドラゴンを退治した伝説に置かれている。

#### アラゴン
聖ゲオルギオスは、アラゴン語で「聖ホルヘ」（San Jorge）と呼ばれる。かつてのアラゴン王国の領域にあたるアラゴン州において、聖ゲオルギオスの日は、街の守護聖人の祭日として、また地域の「ナショナルデー」として、盛大に祝われる。
4月23日の「聖ホルヘの日」（Día de San Jorge）は、アルコラスの戦いを記念した「アラゴンの日」（Día Nacional d'Aragón）ともされる。アルコラスの戦いでは、アラゴン王国軍が勝利を収め、ウエスカを占領したが、この戦いではキリスト教徒の危険な局面で聖ゲオルギオスが現れ、勝利に力を与えたとされている。
カタルーニャ（後述）と同様、アラゴンでも個人間での花や書籍の贈答が行われる。これらの贈答品は、しばしばアラゴンの旗の色（赤と黄色）のリボンで飾られる。

#### カタルーニャ

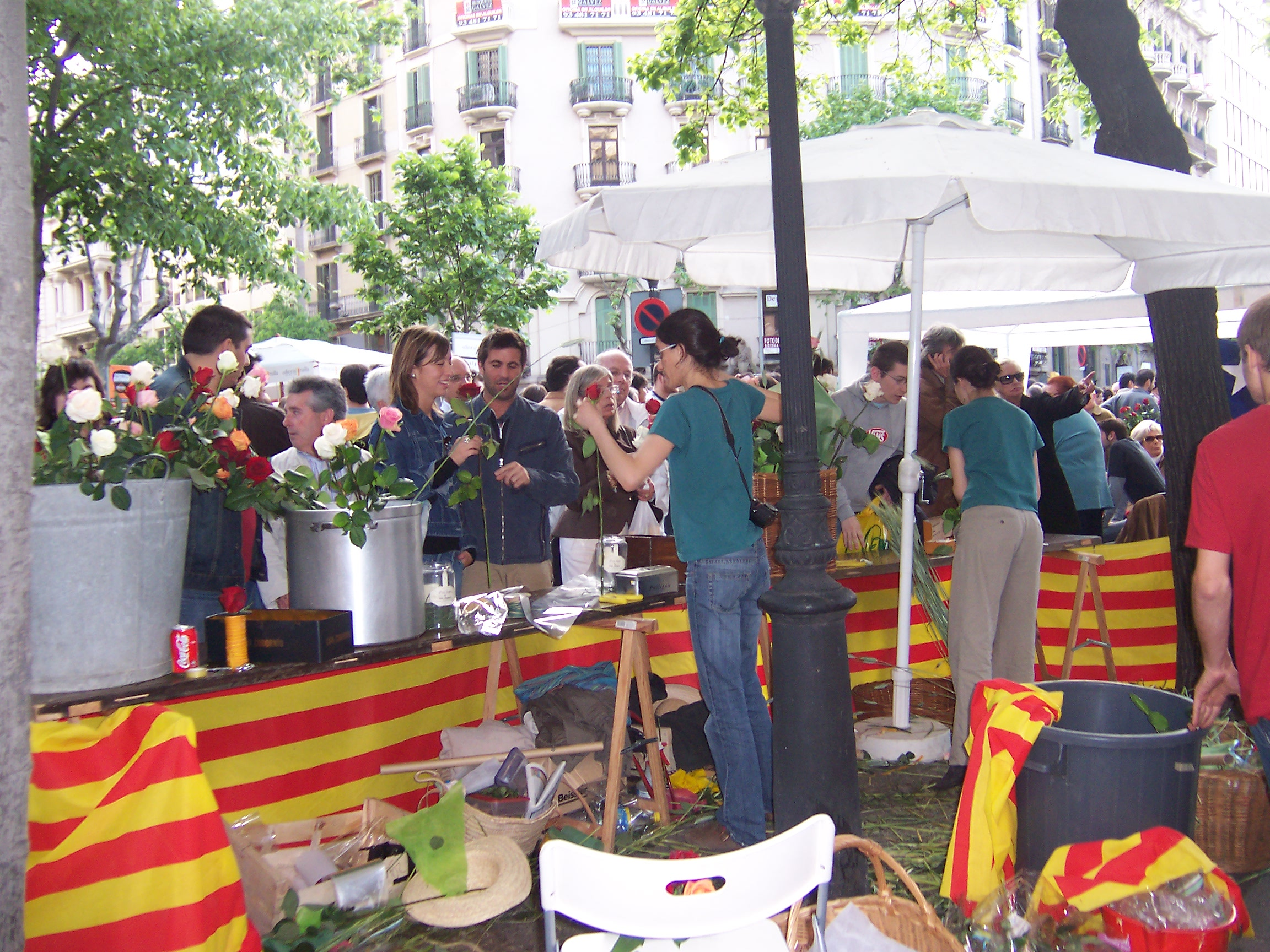
サン・ジョルディの日にバラを買う人々

聖ゲオルギオスは、カタルーニャ語で「サン・ジョルディ」と呼ばれ、カタルーニャの守護聖人である。4月23日は「サン・ジョルディの日」と呼ばれる。「バラの日」（El dia de la Rosa）、「本の日」（El dia del Llibre）といった異称でも知られる。
聖ゲオルギオスは中世から赤いバラと関連付けられており、カタルーニャ地方ではサン・ジョルディの日に男女が赤いバラなどを贈りあう風習があった。「サン・ジョルディの日」が書籍の贈答と結びついたのは20世紀初頭のことで、4月23日がセルバンテスやシェイクスピアにゆかりの深い日であることなどから、カタルーニャ地方の書店がバラとともに本を贈ろうというプロモーションを行ったのが契機である。
サン・ジョルディの日のバルセロナ市内にはバラや本のスタンドが立ち並び、民俗舞踊であるサルダーナ (Sardana) がサン・ジャウマ広場で披露されるなど、さまざまな文化行事が行われる。また、カタルーニャの守護聖人を記念するこの日は、街頭や家々にカタルーニャの旗「サニェーラ」が掲げられるなど、カタルーニャ人の民族意識が発露される日でもある。
カタルーニャの政府宮殿 (Palau de la Generalitat de Catalunya) が一般公開されるのは、一年のうちこの日のみである。建物内は聖ゲオルギオスにちなみ、バラで装飾される。

#### バレンシア
バレンシア州における聖ゲオルギオスの日の祝われ方は地域ごとに温度差があるが、いくつかの地域ではカタルーニャと同様、贈答を伴って祝われる。
聖ゲオルギオスの日が盛大に行われる都市の一つはアルコイである。レコンキスタの時期、イスラム教徒によって都市が包囲された際、ゲオルギオスの加護によって都市が救われたとされる伝承があり、その加護を感謝する祭である。市民は当時のコスチュームに身を包み、キリスト教徒とイスラム教徒の戦いを再演する。

### チェコ
チェコでは、4月24日が聖ゲオルギオス（チェコ語で Svatý Jiří）の聖名祝日である。これはチェコの守護聖人である聖ヴォイティエフ（プラハの聖アダルベルト）の聖名祝日と重なったためである。チェコでは、聖ゲオルギオスの日に特に行事は行われない。

### ハンガリー
ハンガリーでは、4月24日が聖ゲオルギオス（ハンガリー語で聖ジェルジ（György, Györgyi））の聖名祝日である。プラハの聖アダルベルトはチェコと同様にハンガリーの守護聖人でもある。4月24日は、ゲオルギオスが警察の守護聖人となっていることから、「警察の日」でもある。

### スロベニア
スロベニアでは、「緑のユーリ」（Zeleni Jurij）というイベントが4月23日に行われる。昔は、この日が春の始まりと考えられていた。植物の樺の枝で作った服を着ている男の子をユーリと呼ぶ。ユーリが行列を作り飾りがついている木を運ぶのがメインイベントである。女の子は木の枝を全部折り、飾りをとって、ユーリが着ている樺の服を水に投げることで行列が終わる。

## 正教が優勢な国

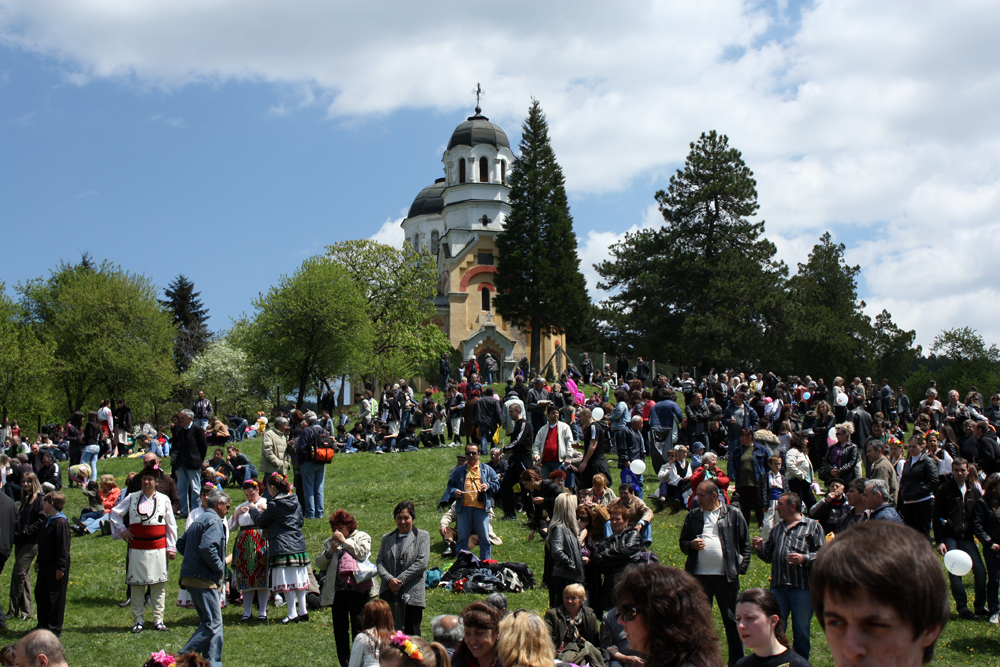
ブルガリアにおける聖ゲオルギイの日

正教会で用いられる教会スラヴ語の再建音では、聖ゲオルギオスは「聖ゲオルギイ」と記される。
正教会では教会暦にユリウス暦を用いているため（正教会暦）、聖ゲオルギイの致命の日はユリウス暦の4月23日（グレゴリオ暦で5月6日）に祝われる。聖ゲオルギイの日が受難週間（カトリックでは聖週間）と重なる場合、光明週間月曜日（復活大祭の次の日）に移される。

### セルビア
セルビアではジュルジェヴダン（Ђурђевдан / Đurđevdan）と呼ばれ、セルビア正教会はユリウス暦（旧暦）を用いるため、5月6日に祝われる。この祝日はセルビア人の間で最も一般的なスラヴァの一つであり、セルビア以外でもモンテネグロやスルプスカ共和国などセルビア人の国で祝日とされる。セルビアではラシュカ郡で祝祭がさかんである。他の多くのスラヴァと異なり、聖ゲオルギイの日は野外での朝食、音楽、フォークダンスを行うことが特徴である。
また、ロマ（正教徒、ムスリムの双方）や、ムスリムのゴーラ人もこの日を祝う。

### ボスニア・ヘルツェゴビナ
ボスニア・ヘルツェゴビナでも、聖ゲオルギイの祝日はジュルジェヴダンと呼ばれ、セルビア人 (Serbs of Bosnia and Herzegovina) およびロマ（正教徒、ムスリムの双方）によって祝われる。また、同地域の他の民族集団によっても祝われてきた。ロマ語ではエデルレジ（Ederlezi）と呼ばれる。
ロックバンドビイェロ・ドゥグメ (Bijelo dugme) によって有名になった民謡『エデルレジ (Ederlezi)』やメシャ・セリモヴィッチ (Meša Selimović) の小説『死とダルヴィーシュ』などからこの祝日の定着ぶりがうかがえる。

### アルバニアおよびコソボ
アルバニアおよびコソボでは、アルバニア人によって享楽と神への信仰の日として祝われる。人々は外に出て火を囲んで遊び、彼らの家、野原、子供たちを、聖水に模した水で祝福する。アルバニアおよびコソボでは5月6日が聖ゲオルギイの日とされシェンジェルジ（Shën Gjergji あるいは Shëngjergji）と呼ばれる。

### ブルガリア

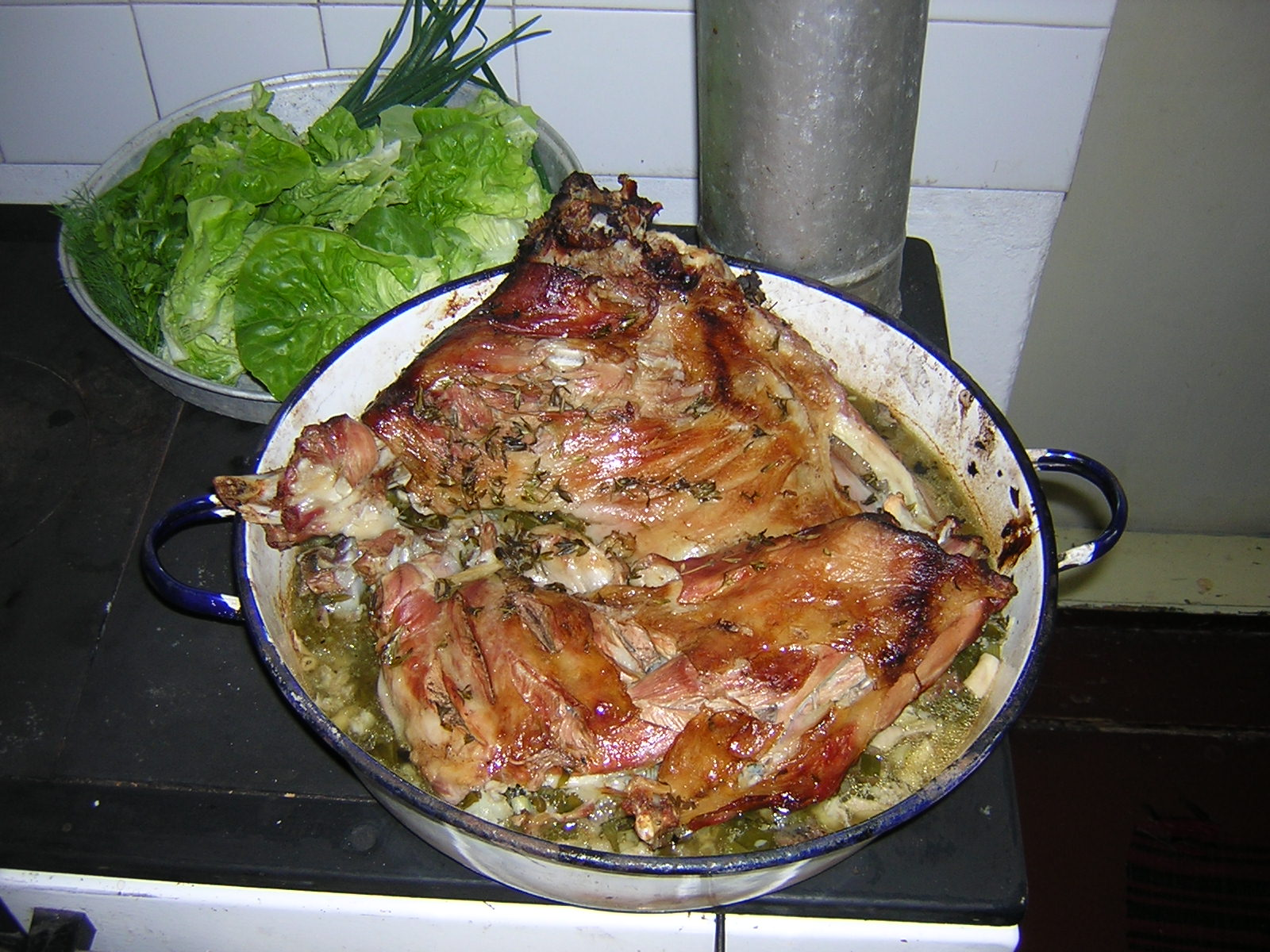
ブルガリアでゲルギョヴデンに食されるラム肉のロースト

ブルガリアでは「ゲルギョヴデン」（Гергьовден / Gergyovden) と呼ばれ、毎年5月6日に祝われる。ブルガリアで最も盛大に祝われる聖名祝日であり、公休日である。
この日は、農耕と牧畜の民間暦において新年と言うべき位置づけにある。農業においてはこの日に実質的な作業が始められ、儀礼用に特別なパンが焼かれた。牧畜においては伝統的には羊飼いが羊たちを冬営地（山麓）から夏営地（高地・山岳地域）に出発させる日であった。
聖ゲオルギオスは、民間の信仰としては水や雨を掌る存在であった。地中海性気候のブルガリアでは収穫のためにこの時期の雨は欠かせないものであり、聖ゲオルギオスは水を支配するドラゴンを倒して水をもたらすものとして観念が結びついたようである。
一般的な儀式として羊肉を調理して食べるが、これはスラブ神話における古代の習慣、あるいは聖ゲオルギオスが羊飼いたちの守護聖人であることに由来するとされている。また、この日にヨーグルトを作り始め、家族や客人とともにこれを食べて祝日を祝う習慣がある（ブルガリアのヨーグルト参照）。
ブルガリアをはじめとする南スラヴにおいて、聖ゲオルギオスはイコンなどで「ドラゴンと戦う戦士」として表象されることが多く、これには14世紀以降オスマン帝国の侵攻にさらされたことが背景にあるとされる。聖ゲオルギオスの日は「ブルガリア軍の日」（Ден на храбростта и празник на Българската армия）でもあり、首都ソフィアではブルガリア軍のパレードが開催され、軍の威容が示される。「ブルガリア軍の日」は1880年1月9日、ブルガリア公国のクニャーズ (Knyaz、公) であったアレクサンダルによって制定された。

### グルジア
グルジア（ジョージア）ではギオルゴバ（გიორგობა / Giorgoba）と呼ばれる。毎年5月6日（ユリウス暦4月23日）と11月23日（ユリウス暦11月10日）の二度祝われる。このうち、11月23日は公休日となっている。
聖ゲオルギイはグルジアの守護聖人である。グルジア人とって非常に重要な日であり、学校や大学は休みとなり、伝統料理を食べ、教会へ行く。

### ロシア

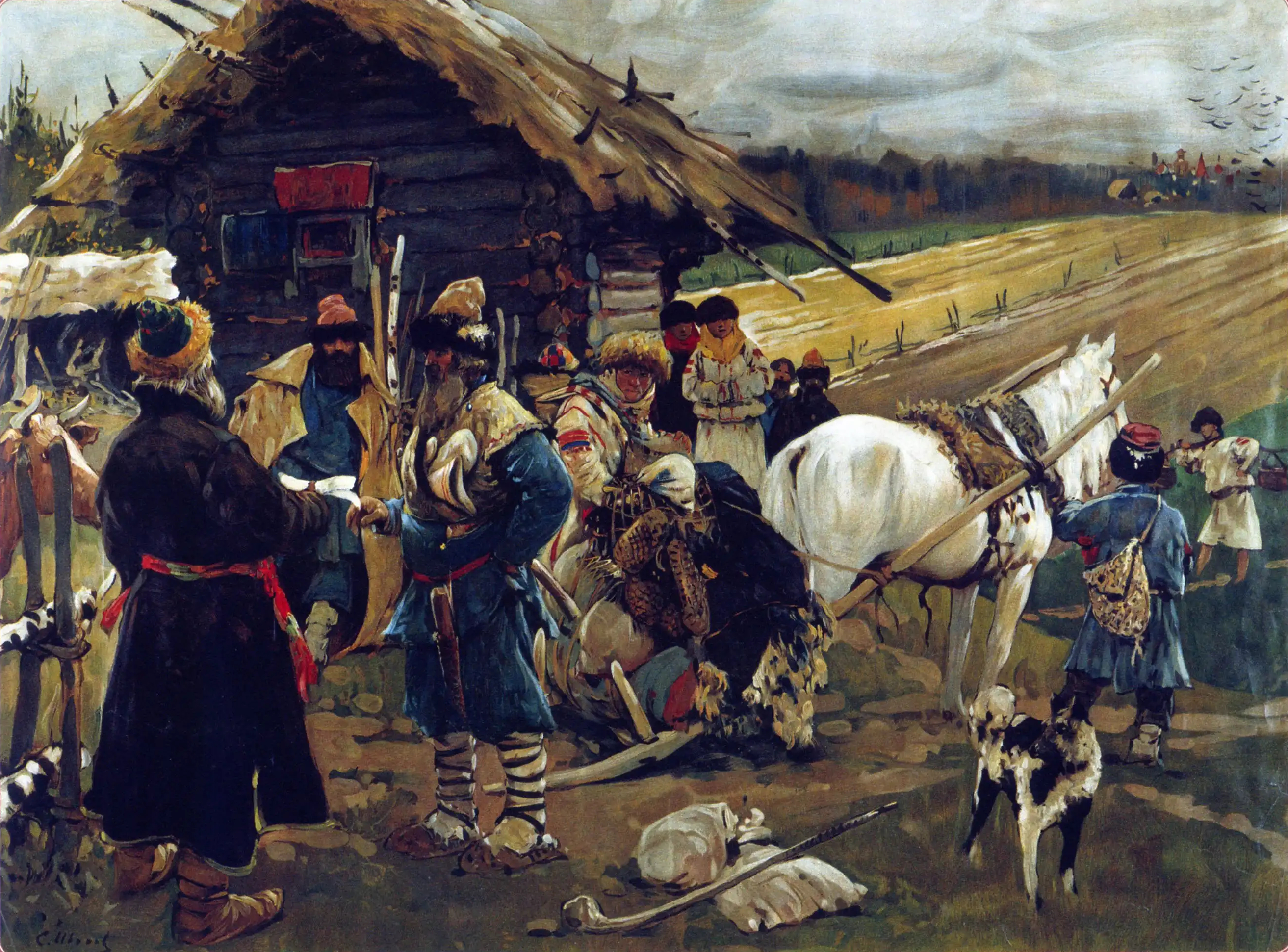
「聖ユーリーの日に領主のもとを離れる農民」セルゲイ・イワノフ画（1908年）

ロシア語名のゲオルギイ（Георгий）には、派生形としてユーリイ（Юрий）、エゴリイ（Его́рий）などがある。ゲオルギイの日は「ユーリイの日」（Юрьев день / Yuriev Den）や「エゴリイの日」（Егорьев день）とも呼ばれる。
ロシア正教会では、聖ゲオルギイに関する祝日が二つある。
- 5月6日（ユリウス暦4月23日） - 春のユーリイの日 (Весенний Юрьев день あるいは Егорий Вешний)
- 12月9日（ユリウス暦11月23日） - 秋のユーリイの日 (Осенний Юрьев день あるいは Егорий Осенний)

春のユーリイの日は、聖ゲオルギイの致命を記憶する。
秋のユーリイの日は、キエフ大公国（キエフ・ルーシ）のヤロスラフ1世（ヤロスラフ賢公）によって定められた。なお、ヤロスラフ賢公はユーリイを洗礼名としている。ヤロスラフ賢公は当初ノヴゴロド公国を治めていたため、ノヴゴロドでは聖ゲオルギイに対する崇敬が強い。
「11月23日」という日付はキエフに聖ゲオルギイ教会 (ru:Георгиевская церковь (Киев)) が建立された日（1051年、あるいは1054年）を記念するとされる。
秋のユーリイの日は収穫を終えた時期にあたり、中世にはその前後に農民の移動の自由が認められた（ロシアの農奴制参照）。

## 欧米以外の国

### ヨルダン

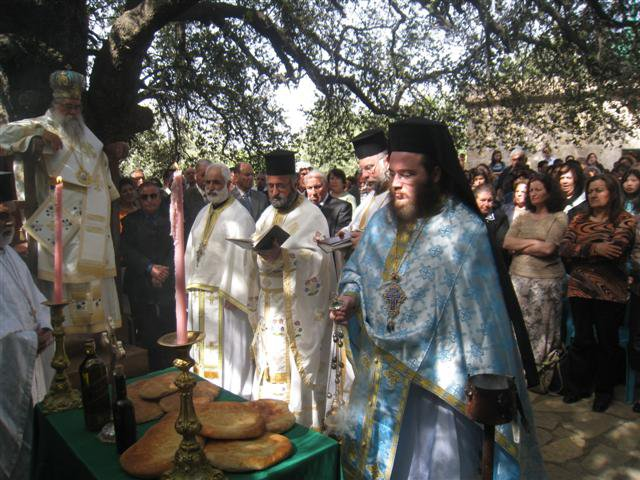
Fuheisの聖ゲオルギオスの日

ヨルダンでは、Jeriesの日と呼ばれ、広く祝われている。ヨルダンでは多くの教会が聖ゲオルギオスに捧げられている。とくに、アンマンの郊外にある Fuheis の町の教会には聖ゲオルギオスの遺骸が納められているとされ、その祭が著名である。

### シリア
シリアに暮らすキリスト教徒も聖ゲオルギオスの日を祝う。特にホムス周辺（ホムス県）には多くのキリスト教徒が暮らしている。

### レバノン
レバノンでも聖ゲオルギオスの日は祝われるが、特に聖ゲオルギオスの教会が建てられている町や村で盛況を見せる。

### パレスチナ
パレスチナのベツレヘム近郊、al-Khader の町（al-Khader はゲオルギオスの現地での呼称でもある）などでは、5月5日に聖ゲオルギオスの祭り (Feast of St George) が行われる。パレスチナの諸教派のキリスト教徒 (Palestinian Christians) のみならず、ムスリムも参加する。

### 日本
正教会において、聖ゲオルギオス（ゲオルギイ）は重要な聖人の一人として扱われている。ニコライ堂にも聖ゲオルギイのイコンが掲げられている。しかし日本正教会においては、聖ゲオルギオスの記憶日は特に大祭日としては扱われておらず、特別な奉神礼もまず行われない。
日本のカトリック教会においても、特別に大きな祭日としては認識されていない。

## 関連事項

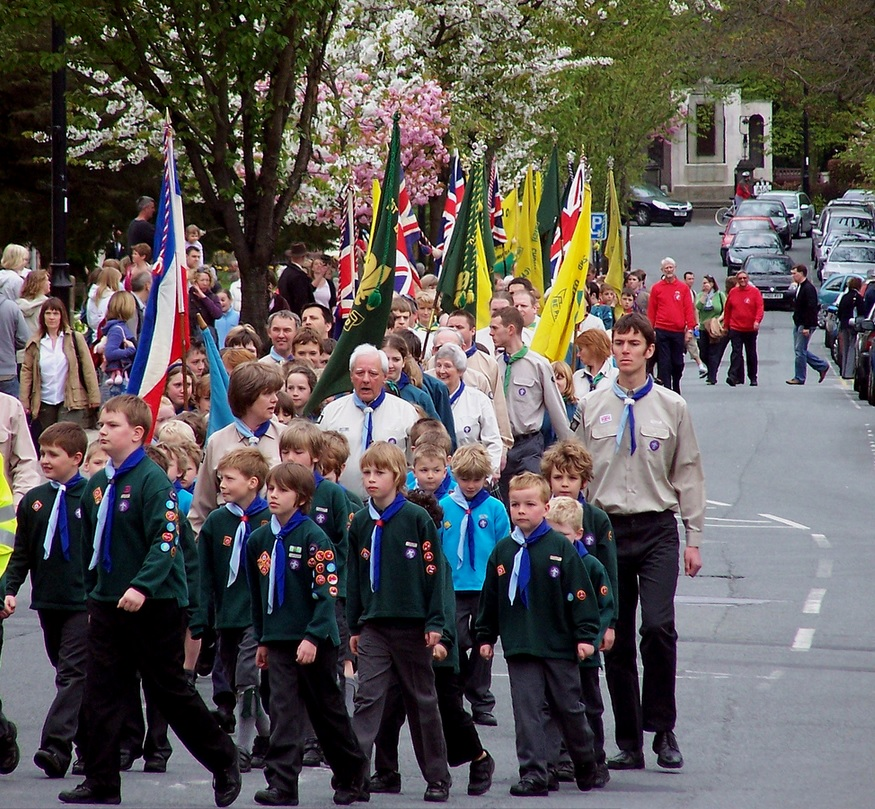
聖ジョージの日のスカウトのパレード。サマセット（イングランド）

- 日本では、書籍を贈答する日として「サン・ジョルディの日」が紹介されている。
- ボーイスカウトなどのスカウト運動を組織するスカウト協会は、聖ゲオルギオス（聖ジョージ）を守護聖人としている。聖ジョージの日にパレードなどの行事が行われる地域では、スカウトのメンバーが参加することもある[18]。
- 聖ゲオルギオスは邪悪なものを退治する聖人であるが、その力を発揮する前日には邪悪な者の力が増大するとも考えられていた。イギリスの作家ブラム・ストーカーの小説『吸血鬼ドラキュラ』（1897年）の語り手の一人ジョナサン・ハーカーが、トランシルバニアにあるドラキュラの居城を訪れるのは、東欧における聖ゲオルギオスの日の前日である5月4日（小説出版当時、ユリウス暦4月23日をグレゴリオ暦に換算すると5月5日であった）であり、ハーカーが宿泊した宿の主人が警告を発している。